# Jože Smole (kolesar)
Jože Smole, slovenski kolesar, * 29. oktober 1965, Novo mesto.
Smole je za Jugoslavijo nastopil na Poletnih olimpijskih igrah 1988 v Seulu, kjer je osvojil 15. mesto v ekipnem kronometru na 100 km. Leta 1984 je zmagal na dirki VN Krke, leta 1986 pa je bil drugi na Dirki po Jugoslaviji.